# Acyphoderes sexualis
Acyphoderes sexualis là một loài bọ cánh cứng trong họ Cerambycidae.